# Coop.ch
Coop.ch (vorher coop@home, auch coopathome genannt) ist der Online-Supermarkt der Coop Genossenschaft. Das Sortiment umfasst Lebensmittel, Haushalts- und Kosmetikprodukte sowie ein umfangreiches Weinsortiment. Auf der Seite sind zudem Rezepte zu finden, welche zur automatischen Erstellung von Einkaufslisten benutzt werden können. Nachdem eine Bestellung zusammengestellt ist, wählen Kunden den gewünschten Lieferzeitpunkt selbst aus.
Die grössten Online-Konkurrenten sind Migros Online  und Farmy.ch.

## Geschichte
Coop.ch startete unter dem Namen Remote Ordering am 24. August 2001 mit Auslieferungen in und um Zürich. Im Jahre 2006 fusionierten der Online-Supermarkt und der Wein-Shop zu coop@home. Seit 2008 liefert coop@home im selben Liefernetz wie die Schweizerische Post.
Im Jahre 2009 lancierte man eine iPhone-App. Heute sind auch eine iPad- und Android-App erhältlich. Heute kann auf Coop.ch in Deutsch, Französisch, Italienisch sowie Englisch bestellt werden.
Im November 2011 lancierte die Firma einen Drive-in am Sihlquai in Zürich. Die Einkäufer bestellen online und holen dann ihre Bestellung an einem spezifischen Standort ab.
Am 29. November 2011 stellt man ein neues Projekt beim Coop an der Bahnhofsbrücke in Zürich vor. Die Produkte wurden auf einem grossen Poster wiedergegeben. Per Smartphone konnten die Kunden den EAN-Code des Produktes scannen und das Produkt zu ihrem Warenkorb hinzufügen.
Aus der Zusammenarbeit mit Google im Jahre 2013 entstand die erste virtuelle Verkaufsstelle von Coop. Mitarbeitende konnten sich in einer micro kitchen ihren Warenkorb zusammenstellen und an die Firmenadresse bei Google in Zürich liefern lassen.
Später erweiterte man das Konzept, welches ermöglichte, an weitere Standorte zu liefern. Zudem wurde eine Shopping Wall am Hauptbahnhof in Zürich erstellt. Die Idee dieses Konzeptes wurde von einem Tesco-Projekt in Südkorea adaptiert, welches das virtuelle Einkaufen für wartende Pendler im Jahre 2011 vorstellte.
Im Sommer 2015 begann man das Testen personalisierter Rabatte für seine Kunden. In der Praxis bedeutete dies, dass Kunden unterschiedliche Aktionen angeboten bekamen. Dieser Service wurde auf dem Markt als kontrovers angesehen.
Die Schweizerische Post begann im Oktober 2015, in einem Pilotprojekt die Bestellungen der Firma auch an Sonntagen zu liefern.
Im Sommer 2016 wechselte man zu einer neuen Plattform, lancierte ein neues Design und erweiterte die Funktionalitäten des Online-Shops.
Die bisherigen Zahlungsarten wurden durch Twint ergänzt und es ist heute möglich auf Rechnung und Monatsrechnung zu bestellen. 
Am 17. Juni 2020 wurde coop@home abgelöst durch die neue Omnichannel-Plattform Coop.ch. Die neue Website Coop.ch verschmilzt die bestehenden Online-Auftritte von coop@home, dem früheren Portal Coop.ch und Mondovino. Mondovino hat Coop 2014 lanciert. 2021 startete Blick.ch zusammen mit Mondovino einen Wein-Channel. Die mobile Coop-App wird heute im Appstore mit 4,6 von 5 möglichen Sternen bewertet.
Die beiden Verteilzentren in Dietikon und Spreitenbach sollen ab frühestens 2027 durch einen Neubau auf einer grünen Wiese in Regensdorf ersetzt werden, von wo aus die ganze Deutschschweiz und das Tessin beliefert werden soll.

## Umsatzentwicklung
2015 wuchs der Umsatz auf CHF 120 Millionen, was einem Wachstum von 5,5 % im Vergleich zum Vorjahr entspricht. Mobile Geräte machten ungefähr 26 % aller Bestellungen aus. 2016 wuchs der Umsatz auf CHF 129 Millionen, was einem Wachstum von 7,2 % im Vergleich zum Vorjahr entspricht. 2024 wurden 341 Mio. CHF umgesetzt.

## Kritik
Kritisiert wird etwa, dass die bestellte Ware in übermässig vielen Tragtaschen geliefert wird.